# Flagge Bornholms

Bornholmer Flagge bzw. Touristenflagge (Turistflaget)

Bornholmflagge (Bornholmsflaget)

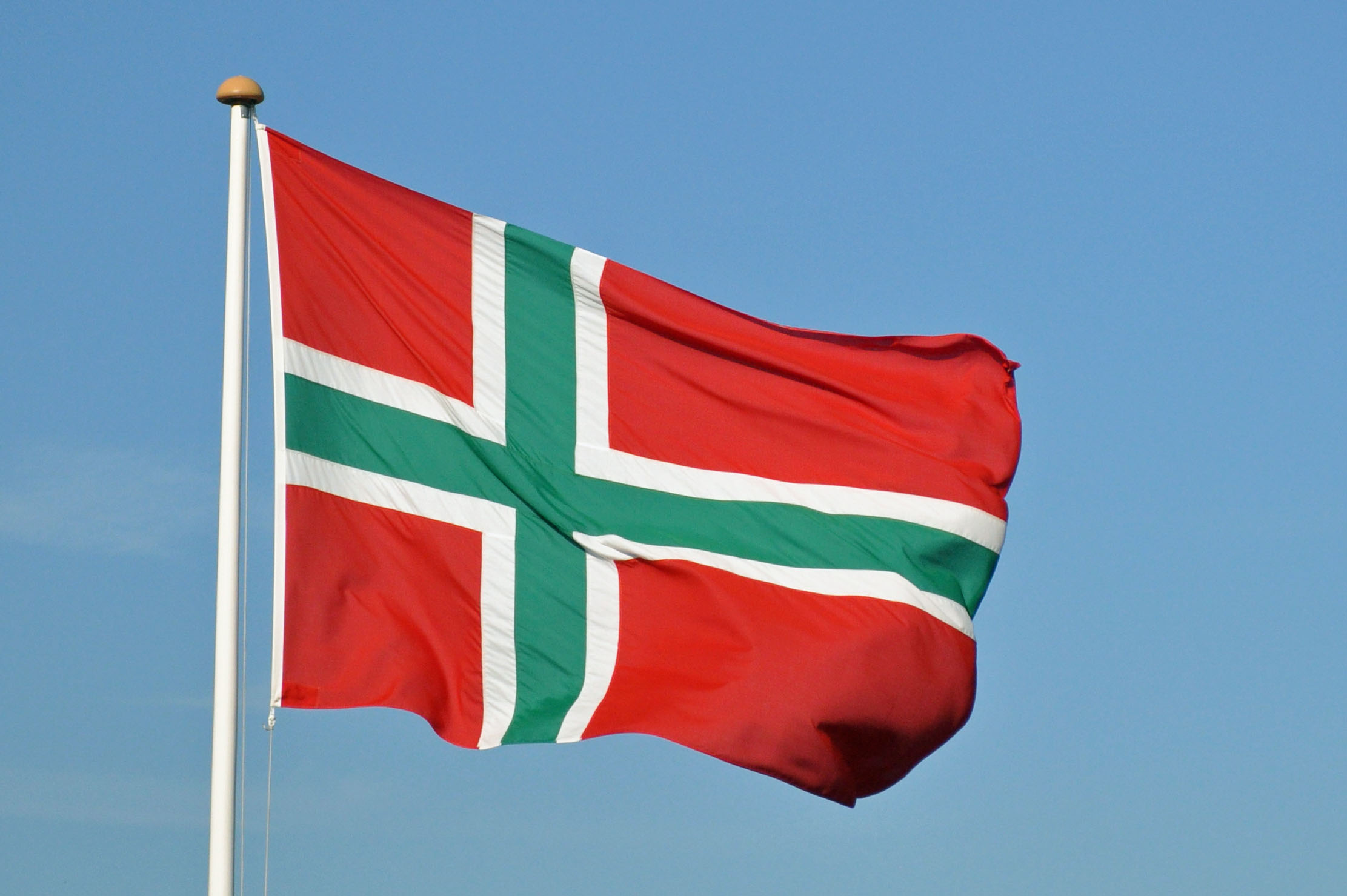
Bornholmer Flagge

Die Flagge Bornholms soll als Regionalflagge die dänische Insel Bornholm repräsentieren. Es gibt allerdings verschiedene Versionen, von denen bisher keine einheitliche Form offiziell anerkannt wurde. Trotz des strengen Flaggengesetzes in Dänemark ist es nicht verboten, statt der dänischen Flagge die Regionalflagge für Bornholm zu hissen. Die meisten Versionen entsprechen dem Muster der skandinavischen Kreuzflagge, die überwiegend in den nordischen Ländern verbreitet ist.
Die Flagge Bornholms zählt neben der Flagge Ærøs und dem Vendelbrog, der Flagge Vendsyssels, zu den einzigen Flaggen im kontinentalen Dänemark, die auf diese Weise regionale Eigenständigkeit markieren.

## Bornholmer Flagge (Turistflaget)
Die bekannteste Version, die Bornholmer Flagge (dänisch: Det bornholmske flag), die auch „Touristenflagge“ (Turistflaget) genannt wird, hat den gleichen Aufbau wie der Dannebrog, die Flagge Dänemarks. Das weiße Kreuz der dänischen Flagge wurde lediglich durch ein grünes Kreuz ersetzt. Die grüne Farbe des Kreuzes symbolisiert die Natur auf der Insel. Die rote Grundfarbe erinnert an die Zugehörigkeit zu Dänemark. Die Flagge, die seinerzeit in Konkurrenz mit identischen Vorschlägen zur Flagge Grönlands stand, wurde in den 1970er Jahren von Anhängern einer Bornholmer Selbstverwaltung sowie vom Touristikgewerbe lanciert. Heutzutage wird sie oft von deutschen Seglern anstelle der dänischen Gastlandflagge, der Flagge des Landes, in dessen Hoheitsgewässern sich ein Schiff befindet, benutzt. Ebenso ist es von einem Teil der auf Bornholm gemeldeten Autofahrer beliebt, die Flagge als Aufkleber neben dem dänischen Kfz-Nationalitätszeichen anzubringen.

## Bornholmflagge (Bornholmsflaget)
Die ebenfalls populäre Bornholmflagge (Bornholmsflaget), führt ein weißes Kreuz, das mit einem grünen Kreuz belegt ist. Sie wurde 1977 von Mogens Andersen entworfen und folgt damit dem Vorbild der Flagge Norwegens. Da sie der heraldischen Regel folgt, nach der „heraldische Farben“ durch ein „Metall“ (weiß oder gelb) voneinander getrennt sein sollen, hebt sich das grüne Kreuz deutlicher vom roten Hintergrund ab. Die Flagge wird vor allem im Norden von Bornholm verwendet.

## Weitere Flaggen
Bei weiteren Versionen für eine Flagge Bornholms handelt es sich um Vorschläge, so etwa für den Flaggenwettbewerb von 1972. Ein Entwurf sah ein weißes Kreuz auf einem roten Kreuz auf grünen Grund vor. Die Flagge „freies Bornholm“ (Bornholm Frit), ein Vorschlag von Sigurd Green, sah eine weiße Grundfarbe mit einem grünen Kreuz auf einem roten Kreuz vor. Erling Haagensens Design aus dem Jahr 2006 verwendet die schonische Flagge mit einem goldenen Drachen, dem Bornholmer Wappentier, in der Gösch. Andere Flaggenentwürfe orientieren sich am Bornholmer Gemeindewappen und dessen Farben Blau und Gelb.

## Bornholmer Flaggentage
Das dänische Königshaus und das Justizministerium, die für die Beflaggung in Dänemark zuständig sind, haben keine offiziellen Flaggentage für die Bornholmer Flagge festgesetzt. Doch gelten die folgenden historischen Tage als geeignet, die Flagge Bornholms zu hissen:
- 26. Februar 1658 – Bornholm wird im Frieden von Brömsebro an Schweden abgetreten (halbmast)
- 15. März 1658 – Bornholm wird formell an Schweden abgetreten (halbmast)
- 29. April 1658 – Der schwedische Kommandant Johan Printzensköld kommt nach Bornholm (halbmast)
- 5. April 1946 – Befreiung Bornholms von der russischen Besatzung
- 10. April 1940 – Die deutsche Wehrmacht besetzt Bornholm (halbmast)
- 9. Mai 1945 – Die russischen Truppen nehmen Bornholm nach zweitägigem Bombardement ein (halbmast)
- 8. Dezember 1658 – Johan Printzensköld wird in Rønne erschossen.
- 29. Dezember 1658 – Die Bornholmer Schenkungsurkunde an Frederik III., König von Dänemark und Norwegen